# HC Skuteč
HC Skuteč (celým názvem: Hockey Club Skuteč) je český klub ledního hokeje, který sídlí ve městě Skuteč v Pardubickém kraji. Založen byl v roce 1997 a pokračuje v dlouholeté tradice bývalého klubu SK Botas Skuteč. Sezónu 2018/19 působil v Pardubické krajské lize, čtvrté české nejvyšší soutěži ledního hokeje. Po neúspěšné sezóně v této soutěži se tým musel odhlásit ze soutěže kvůli rekonstrukci zimního stadionu. Klubové barvy jsou modrá a žlutá.
Největším úspěchem je vítězství v krajské soutěži v sezoně 2008/09. O sezonu později se KSM a KLM spojili v jednu soutěž. Od té doby se "A" Týmu HC Skuteč nedaří. Ještě v dávných dobách, v sezoně 1993/94 si skutečtí hokejisté zkusili i 2. ligu. To se ve skutečských dresech proháněli hráči jako Zbyněk Kusý, v brance Dušan Salfický apod., v této sezoně obsadil skutečský tým 2. místo ve skupině "B". Další sezony se ovšem ve Skutči nedočkali, licence byla prodána do Nymburka.
Své domácí zápasy odehrává na zimním stadionu ve Skutči s kapacitou 970 diváků, který se dočkal zastřešení v roce 2001.

## Přehled ligové účasti
Stručný přehled
Zdroj:
- 1992–1993: 2. ČNHL – sk. C (3. ligová úroveň v Československu)
- 1993–1995: 2. liga – sk. Východ (3. ligová úroveň v České republice)
- 2004–2005: Královéhradecký a Pardubický krajský přebor (5. ligová úroveň v České republice)
- 2005–2006: Královéhradecká a Pardubická krajská liga – sk. B (4. ligová úroveň v České republice)
- 2006–2007: Pardubická krajská liga (4. ligová úroveň v České republice)
- 2007–2009: Pardubický krajský přebor (5. ligová úroveň v České republice)
- 2009–2010: Pardubická krajská liga (4. ligová úroveň v České republice)
- 2010–2011: Pardubická krajská soutěž (5. ligová úroveň v České republice)
- 2011–2012: Pardubická krajská liga (4. ligová úroveň v České republice)
- 2012–2013: Pardubická krajská liga – sk. Západ (4. ligová úroveň v České republice)
- 2013–2015: Pardubická krajská liga (4. ligová úroveň v České republice)
- 2015–2018: Královéhradecká krajská soutěž (5. ligová úroveň v České republice)
- 2018– : Pardubická krajská liga (4. ligová úroveň v České republice)

Jednotlivé ročníky
Zdroj:
Legenda: ZČ - základní část, červené podbarvení - sestup, zelené podbarvení - postup, fialové podbarvení - reorganizace, změna skupiny či soutěže
| Československo (1992 – 1993) |                                                   |             |           |                                          |                            |
| Sezóny                       | Soutěž                                            | Úroveň      | ZČ        | Play-off, nadstavba, sk. o udržení...    | Poznámky                   |
| 1992/93                      | 2. ČNHL – sk. C                                   | 3. úroveň   | 4. místo  |                                          | Reorganizace               |
| Česko (1993 – )              |                                                   |             |           |                                          |                            |
| Sezóny                       | Soutěž                                            | Úroveň      | ZČ        | Play-off, nadstavba, sk. o udržení...    | Poznámky                   |
| 1993/94                      | 2. liga – sk. Východ                              | 3. úroveň   | 2. místo  |                                          |                            |
| 1994/95                      | 2. liga – sk. Východ                              | 3. úroveň   | 12. místo |                                          | Prodej licence do Nymburku |
| ...                          |                                                   |             |           |                                          |                            |
| 2004/05                      | Královéhradecký a Pardubický krajský přebor       | 5. úroveň   | 7. místo  |                                          | Reorganizace               |
| 2005/06                      | Královéhradecká a Pardubická krajská liga – sk. B | 4. úroveň   | 9. místo  | Skupina o umístění B (11. místo)         | Reorganizace               |
| 2006/07                      | Pardubická krajská liga                           | 4. úroveň   | 9. místo  | Skupina o umístění (9. místo)            | Reorganizace               |
| 2007/08                      | Pardubický krajský přebor                         | 5. úroveň   | 3. místo  | Finále                                   |                            |
| 2008/09                      | Pardubický krajský přebor                         | 5. úroveň   | 1. místo  | Vítěz                                    | Postup                     |
| 2009/10                      | Pardubická krajská liga                           | 4. úroveň   | 8. místo  | Zápas o udržení (prohra)                 | Sestup                     |
| 2010/11                      | Pardubická krajská soutěž                         | 5. úroveň   | 3. místo  | Zápas o 5. místo (výhra)                 | Reorganizace               |
| 2011/12                      | Pardubická krajská liga                           | 4. úroveň   | 10. místo | Nadstavba B (5. místo)                   | Reorganizace               |
| 2012/13                      | Pardubická krajská liga – sk. Západ               | 4. úroveň   | 3. místo  | Nadstavba B3 (5. místo)                  | Reorganizace               |
| 2013/14                      | Pardubická krajská liga                           | 4. úroveň   | 11. místo | O pohár Vladimíra Martince (4. místo)    |                            |
| 2014/15                      | Pardubická krajská liga                           | 4. úroveň   | 12. místo | O pohár Vladimíra Martince (Čtvrtfinále) | Přechod do jiného kraje    |
| 2015/16                      | Královéhradecká krajská soutěž                    | 5. úroveň   | 5. místo  | O pohár předsedy KVV ČSLH (2. místo)     |                            |
| 2016/17                      | Královéhradecká krajská soutěž                    | 5. úroveň   | 3. místo  | O pohár předsedy KVV ČSLH (3. místo)     |                            |
| 2017/18                      | Královéhradecká krajská soutěž                    | 5. úroveň   | 4. místo  | O pohár předsedy KVV ČSLH (1. místo)     | Přechod do jiného kraje    |
| 2018/19                      | Pardubická krajská liga                           | 4. úroveň   | 10. místo | O pohár Vladimíra Martince (4. místo)    |                            |
| 2019/20                      | -------------                                     | ---. úroveň |           |                                          |                            |

## Mládež
Hokejový klub HC Skuteč má samozřejmě i mládežnické týmy. Přípravka, mladší žáci, starší žáci a dorostenci každoročně hrají krajskou ligu své kategorie. Zejména dorost dělá v poslední době skutečskému hokeji dobré jméno, když 2x v řadě vybojoval v lize bronzové medaile. Skutečskému hokeji chybí pouze junioři s předpokladem, že v dalších sezonách tomu tak nebude.